# Rhizoecus nitidalis
Rhizoecus nitidalis är en insektsart som beskrevs av Hambleton 1946. Rhizoecus nitidalis ingår i släktet Rhizoecus och familjen ullsköldlöss. Inga underarter finns listade i Catalogue of Life.